# 敏卡 (色情演员)
敏卡（英語：Minka，1970年9月7日—）是一名韩裔美国色情演员，“敏卡”是她的艺名。除了色情演员的身份外，敏卡还是一名网球运动员。

## 生平

### 早年生活
敏卡于1970年9月7日生于韩国首尔，1993年，大学刚刚毕业的敏卡只身来到美国参加一项位于芝加哥的网球双打比赛，敏卡和她的搭档赢得了第一名。敏卡本想在美国申请网球指教执照，但无奈未通过语言考试，于是她向一名为英国色情杂志《Score》工作的摄影师格拉汉姆发送了她的简历和照片，格拉汉姆随后将她介绍到了一家成人电影星探公司。

### 职业生涯
1995年，敏卡成为了一些色情杂志的模特，这些杂志都以“大胸女人”为卖点，而敏卡正好拥有一双巨乳，不久后，她主演了自己的第一部的色情电影，名为《Duke of Knockers》，同时，敏卡也常被一些脱衣舞俱乐部邀请驻场。敏卡在这段时间里至少做过4次隆胸手术，使她的胸围达到了54KKK。

### 电视和电台节目

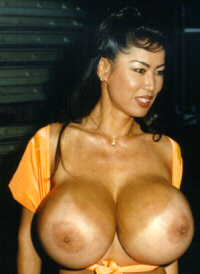
赤裸上身的敏卡。

敏卡曾参加全国广播公司旗下的节目柯南·欧布莱恩深夜秀（Late Night with Conan O' Brien）和杰瑞·斯布林格秀，在Spike电视台（Spike TV）的节目“MANswers”中敏卡也出现过。敏卡曾在泰德·透纳的摔跤节目WCW中做客。除电视节目之外，敏卡也经常作为特别来宾在一些电台客串播音。在一个电台节目中，与敏卡合作的播音员称敏卡是“亚洲第一大胸皇后”。2009年，敏卡与她的搭档在拉斯维加斯参加了一个业余网球双打比赛，最终获得了冠军。

### 所获奖项
- 1998年，成人影带新闻奖年度最佳巨乳题材电影；
- 2000年，异国舞者杂志，年度最佳巨乳；
- 2006年，《Score》年度最佳模特；